# Bertil Carlsson
Bertil Carlsson   (Hägernäs, 25 d'agost de 1903 - Estocolm, 26 de novembre de 1953) fou un saltador amb esquís suec que va competir durant la dècada de 1920. Durant la seva carrera esportiva guanyà una medalla de bronze en la competició de salt d'esquí del Campionat del món d'esquí nòrdic de 1927.
El 1928 va prendre part en els Jocs Olímpics d'Hivern de Sankt Moritz, on fou desè en la prova de salt amb esquís.